# 타미리스
그리스 신화에서 타미리스(Thamyris)는 트라키아의 가수였다. 그리스 신학에서 히아킨토스의 애인으로 유명했으며, 즉 다른 남성을 사랑한 최초의 남성으로 간주되지만 그의 노래가 아폴론으로부터 사랑을 구하는데 실패하였다. 아홉 무사와 경쟁하여 지게 되었다.